# Norrlången, Södermanland
Norrlången är en sjö i Eskilstuna kommun i Södermanland och ingår i Norrströms huvudavrinningsområde. Sjön har en area på 0,273 kvadratkilometer och ligger 32,8 meter över havet. Sjön avvattnas av vattendraget Tandlaån (Slytån).

## Delavrinningsområde
Norrlången ingår i det delavrinningsområde (656931-154756) som SMHI kallar för Ovan 656935-154705. Medelhöjden är 56 meter över havet och ytan är 10,82 kvadratkilometer. Räknas de 4 avrinningsområdena uppströms in blir den ackumulerade arean 22,69 kvadratkilometer. Tandlaån (Slytån) som avvattnar avrinningsområdet har biflödesordning 2, vilket innebär att vattnet flödar genom totalt 2 vattendrag innan det når havet efter 156 kilometer. Avrinningsområdet består mestadels av skog (69 procent) och jordbruk (20 procent). Avrinningsområdet har 0,27 kvadratkilometer vattenytor vilket ger det en sjöprocent på 2,5 procent.